# The Volunteer
Доброволець: правдива історія героя опору, який проник в Аушвіц  (англ.The Volunteer: The True Story of the Resistance Hero who Infiltrated Auschwitz) – книга британського журналіста, військового кореспондента Джека Фейрвезера, опублікована у 2019 році видавництвами Harper Collins у США та   Penguin Random House у Великій Британії.

## Історія створення
Ідея написання книги виникла у Д. Фейрвезера у 2011 році, коли він від одного із своїх знайомих журналістів дізнався про історію польського військового, добровільного в'язня концтабору Аушвіц, Вітольда Пілецького.

## Зміст
Книга розповідає про польського офіцера Вітольда Пілецького, який після окупації Польщі нацистською Німеччиною та Радянським Союзом, брав участь у партизанській боротьбі. Коли стала відома інформація про створення в умовах секретності великого концентраційного табору Аушвіц (Освенцим), В. Пілецький добровільно здався у полон, аби потрапити туди. Його метою було з’ясування ситуації у концтаборі.                                                                                                                                                                     В Аушвіці В. Пілецький створив підпільну мережу та передавав інформацію про масові вбивства полонених в’язнів керівництву Армії Крайової. Інформація потрапляла до польського уряду у вигнанні, який перебував у Британії, та союзників, але її вважали перебільшенням.                                                                                                                                   У квітні 1943 року В. Пілецький втік з Аушвіца. Брав участь у Варшавському повстанні.                                                                                                                                                 Після війни брав участь у спротиві комуністичному режиму Польщі. У 1947 році був заарештований Міністерством громадської безпеки та розстріляний 25 травня                  1948 року. 

## Нагороди
У 2019 році книга була відзначена премією Costa Book Awards.  